# HIDEKI LIVE'76
『HIDEKI LIVE '76』（ヒデキ・ライブ・1976）は、1977年1月26日に発売された西城秀樹のライブ・アルバム（2枚組LP）である。

## 内容
西城秀樹が1976年11月3日に日本武道館において開催した、第2回コンサート「ヒデキ・イン・武道館」の模様が収録されている。
コーラス：スイート・ピー、演奏：稲垣次郎とソウル・メディア、藤丸バンド、ジュエル・ポップス、指揮：中谷勝昭

## 収録曲
全編曲前田憲男
RECORD-1 SIDE A
1. オープニング〜大空へ
作詞 : 一の宮はじめ / 作曲 : 前田憲男
2. 夜のストレンジャー
  - フランク・シナトラのカヴァー

3. 愛のフィーリング（Feelings）
作詞・作曲 : M.Albart
4. 愛のいたわり
作詞 : たかたかし / 作曲 : 鈴木邦彦 / 編曲 : 馬飼野康二
  - アルバム『愛と情熱の青春』収録

RECORD-1 SIDE B
1. 愛ある出発（たびだち）
作詞 : 櫛田露狐 / 作曲・編曲 : 馬飼野康二
  - アルバム『愛と情熱の青春』収録曲

2. 誰もいない海
作詞 : 山口洋子 / 作曲 : 内藤法美
3. ワインで別れよう
作詞 : 一の宮はじめ / 作曲 : 原田忠幸
4. ナタリー
作詞 : C.Minellono / 作曲 : U.Balsamo / 訳詞 : 一の宮はじめ

RECORD-2 SIDE A
1. アフリカン・シンフォニー
作詞・作曲 : V.McCoy
2. 希望の炎（Jesus Is Just Alright）
作詞・作曲 : A.Reynolds
3. 心のラヴ・ソング（Silly Love Songs）
作詞・作曲 : ポール・マッカートニー、リンダ・マッカートニー
4. 恋は異なもの(What a Diff’rence a Day Makes)
作詞・作曲 : M.Grever、S.Adams
5. 激しい恋
作詞 : 安井かずみ / 作曲・編曲 : 馬飼野康二
6. 君よ抱かれて熱くなれ
作詞 : 阿久悠 / 作曲・編曲 : 三木たかし

RECORD-2 SIDE B
1. 若き獅子たちの肖像
2. 若き獅子たち
作詞 : 阿久悠 / 作曲・編曲 : 三木たかし
3. 傷だらけのローラ
作詞 : さいとう大三 / 作曲・編曲 : 馬飼野康二
4. Without you
訳詞 : 櫛田露狐
5. 明日という日に…
作詞 : 一の宮はじめ / 作曲 : 前田憲男
6. GOOD, GOOD-BYE
作詞・作曲 : 井上陽水

## 復刻盤
- 2022年6月24日発売、GOH HOTODAによるデジタルリマスタリング盤、Blu-spec CD2、紙ジャケット仕様